# Alfred Morpurgo

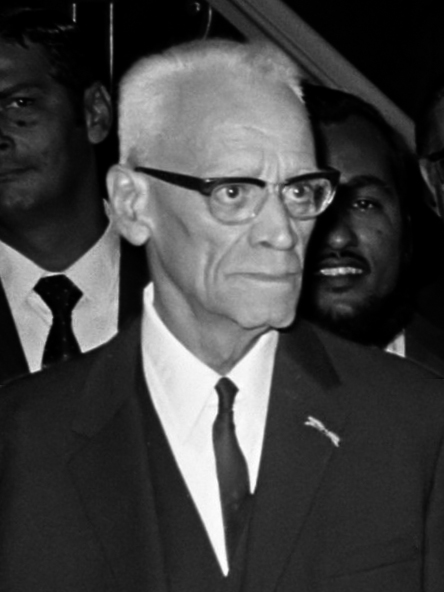
Alfred Morpurgo (1972)

Alfred Johan Morpurgo (* 18. August 1899 in Paramaribo; † 5. Juni 1973 ebenda) war ein Journalist und Politiker in Suriname, der unter anderem zwischen 1958 und 1963 Minister für Bildung und Volksentwicklung war.

## Leben
Alfred Johan Morpurgo, dessen Vater David Simon Goedman Morpurgo Redakteur bei der Tageszeitung Suriname, war ebenfalls als Journalist tätig und Redakteur der römisch-katholischen Tageszeitung De Surinamer. 1943 gründete er mit Het Nieuws eine eigene Tageszeitung. Im Juli 1958 wurde er als Minister für Bildung und Volksentwicklung (Minister van Onderwijs en Volksontwikkeling) in die Regierung von Premierminister Severinus Désiré Emanuels und bekleidete dieses Amt bis zum Ende der Amtszeit von Emanuels im Juni 1963. 1961 wurde die Verordnung über die Grundschulbildung (Lager Onderwijsverordening) verabschiedet. In seine Amtszeit fiel auch die erste Phase des von der Europäischen Wirtschaftsgemeinschaft (EWG) geförderten Neubaus von Schulgebäuden. Er erweiterte zudem die Schulaufsicht und die Gründung einer Planungsabteilung im Bildungsministerium. Darüber hinaus wurde mit wissenschaftlicher Begleitung ein Allgemeiner Lehrplan für den Unterricht entworfen.
Morpurgo engagierte sich auch in der Kultur- und Wissenschaftspolitik und war zeitweise Vorsitzender der surinamischen Sektion des Beirates für kulturelle Zusammenarbeit mit den Niederlanden.